# The Beatnuts
The Beatnuts ist ein Latino-Rap-Duo, das 1991 von JuJu (Jerry Tineo) – der dominikanischer Abstammung ist – und Psycho Les (Lester Fernandez) – der kolumbianischer Abstammung ist – in Queens, New York gegründet wurde. Die Gruppe hat viele Labelwechsel durchgemacht. Ihr jetziges Label ist Penalty Recordings.
Für ihre erste EP mit der Debütsingle Reign of the Tec, die 1993 erschien, nahmen sie Fashion aka Al Tariq in die Gruppe mit auf, der aber nach dem ersten Album nicht mehr zur Gruppe gehörte. Sie standen außerdem in engem Kontakt zu Tony Touch, Triple Seis, Cuban Link, Chino XL und zu Big Pun.
Neben den Arbeiten für die eigenen Alben produzierten sie unter anderem für Non Phixion, Ghostface, Common, Mos Def, Missin Linx, Vinnie Paz und den Latino-Rapper Kurious. 
Der Beat ihres Liedes Watch out now vom Album A Musical Massacre (1999) wurde von den Trackmasters für Jennifer Lopez’ Song Jenny From the Block (2002) gesamplet und erlangte damit auch im Mainstream Bekanntheit.

## Diskografie
- 1993: Intoxicated Demons EP
- 1994: Streetlevel/The Beatnuts
- 1997: Stone Crazy
- 1997: Hydra Beats Vol. 5
- 1998: The Beatnuts Remix EP: The Spot
- 1999: A Musical Massacre
- 2001: Take It or Squeeze It
- 2002: The Classic Nutz Vol. 1
- 2002: Present: The Originators
- 2004: Milk Me
- 2008: U.F.O. Files